# Каржасов, Кабдыл-Галым Насырович
Кабдыл-Галы́м Насы́рович Каржа́сов (каз. Қабдылғалым Насырұлы Қаржасов; 11 января 1954, а. Ульгулии, Иртышский район, Павлодарская область — 6 июля 2016, Павлодар) — казахский живописец, член Союза художников и академик Академии Художеств Республики Казахстан.
Происходит из рода бултын племени кыпшак.

## Образование
Окончил Алма-Атинское художественное училище им. Н. В. Гоголя (1980).
Учителя: Жубанов А. К., Аканаев А. А.

## Творчество
Обладал мощным колористическим даром, опираясь на традиции народного казахского декоративно-прикладного творчества, разрабатывал собственную стилистику в пластической и образной системе.

### Основные произведения
- «Портрет матери» (1986 год)
- «Роза» (1987 год)
- «Друзья» (1988 год)
- «Айнур» (1992 год)
- «Шырын» (1992 год)
- «Сонар» (1993 год)
- «Дабыл» (1994 год)
- «Взгляд» (1999 год)
- «Познание» (2000 год)

### Монументальные работы
- триптих «Учёба и производство» (чеканка, 1987 год)
- «Сокровища Древнего Казахстана» (резьба по дереву, 1990 год)
- «Незабываемые имена» (роспись, 1992 год) в школе-интернате поселка Майкаин
- «Мелодия степи» (роспись, 1993 год) в Доме культуры села Актогай
- «Творчество Абая» (роспись, 1994 год) школа № 10 города Павлодара

## Известность
Работы Кабдыл-Галым Каржасова выставлялись в музеях и выставочных залах Санкт-Петербурга, Нью-Йорка, Амстердама, Варшавы, Вроцлава, Берлина, Штутгарта, Мюнхена, Алма-Аты. Регулярная экспозиция произведений художника представлена в Государственном музее искусств им. А. Кастеева, в фондах Павлодарского, Семейского, Атырауского и Карагандинского художественных музеев. Часть картин находится в коллекциях частных художественных галерей Алма-Аты, личных собраниях Казахстана, Франции, Германии, Канады.

## Награды
- Стипендиат Президента Республики Казахстан (1997 год)
- Лауреат международного фестиваля искусств «Мастер-класс Казахстан» (2000 год)
- Орден «Курмет» (2001 год)
- Медаль «20 лет независимости Республики Казахстан» (2011 год)[4]